# Caroline Wettergreen
Caroline Wettergreen (* 9. August 1986 in Bergen, Norwegen) ist eine norwegische Opernsängerin in der Stimmlage Sopran/Koloratursopran.

## Leben und Werk

### Ausbildung und erste Rollen
Caroline Wettergreen wuchs in Fana, einem Stadtteil der westnorwegischen Stadt Bergen, auf. Im Alter von fünf Jahren begann sie, Klavier zu spielen; kurz darauf sang sie auch im Chor und nahm Gesangsunterricht. Als sie zehn Jahre alt war, formulierte sie erstmals den Wunsch, Opernsängerin zu werden. Von 2005 bis 2009 studierte sie an der Norwegischen Musikhochschule in Oslo, anschließend von 2010 bis 2013 an der Kunsthochschule Oslo. Am Königlichen Konservatorium in Kopenhagen setzte sie ihre Ausbildung fort. Schon während ihres Studiums in Oslo debütierte sie im Februar 2011 an der Norwegischen Oper: In einer Regiearbeit von Stefan Herheim war sie in der Nebenrolle der Fünfzehnjährigen in Alban Bergs Oper Lulu zu hören. Am selben Haus trat sie auch als Serpetta in Mozarts Frühwerk La finta giardiniera auf.
Im Anschluss an ihr Studium arbeitete Wettergreen zunächst als freie Sängerin an verschiedenen Orten in Norwegen. Eine zukünftige Paraderolle – die Königin der Nacht in Mozarts Zauberflöte – verkörperte sie erstmals 2014 an der Ringsakeroperaen in Brumunddal. Ein Jahr darauf sang sie die Partie der Papagena aus derselben Oper in Kristiansund.

### Internationale Karriere
Ihr internationaler Durchbruch gelang ihr 2016, als sie an der Komischen Oper Berlin als La Fée in Jules Massenets Märchenoper Cendrillon mit „präzisen und mühelosen Koloraturen von bestechender Schönheit“  überzeugte. 2017 debütierte sie als Königin der Nacht am Royal Opera House in London. Weitere Theater und Ensembles buchten sie für dieselbe Rolle, so etwa die Glyndebourne Festival Opera, die Bayerische Staatsoper, die Pariser Oper, die Staatsoper Unter den Linden und die Canadian Opera Company in Toronto. Allmählich erarbeitete sie sich an der Norwegischen Oper und an namhaften europäischen Häusern ein breites Repertoire, das Rollen vom Spätbarock bis in die Neuzeit umfasst. Neben weiteren Mozart-Partien (Zerlina in Don Giovanni; Blonde in Die Entführung aus dem Serail) singt sie auch Partien aus italienischen Opern des 19. Jahrhunderts (Rossini, Donizetti, Verdi).
Caroline Wettergreens Engagement für die neue und zeitgenössische Musik manifestierte sich unter anderem 2019 in einem von der Presse gelobten Auftritt in der englischsprachigen Erstaufführung der Oper The Snow Queen von Hans Abrahamsen in München. Ebenso an der Bayerischen Staatsoper „triumphierte“ sie als Nachtigall in der ehemals als „entartet“ diffamierten Oper Die Vögel von Walter Braunfels. Das Opernmagazin urteilte: „Sie singt den so beliebten Vogel [Nachtigall] mit nahezu phantastischer Leichtigkeit, Koloratursicherheit und einem ausdrucksmäßigen Facettenreichtum, der für diese so schwere Rolle seinesgleichen sucht.“ 2023 gab sie im Rahmen der Münchner Opernfestspiele eine „phänomenale“  Ophelia in der Hamlet-Oper von Brett Dean.
Caroline Wettergreen tritt auch als Konzertsängerin auf. Ihr Repertoire hier reicht von der Nationalromantik (Edvard Grieg, Solveigs Lied) bis zur Moderne (Hans Abrahamsen, Two Inger Christensen songs).
Auf Opernbühnen arbeitete sie unter anderem mit den Regisseuren Robert Carsen, Frank Castorf, Andreas Kriegenburg, Calixto Bieito, Robert Lepage, Mariame Clément und Damiano Michieletto zusammen, daneben mit den Dirigenten Kirill Petrenko, Ingo Metzmacher, Julia Jones, Paolo Carignani, David McVicar, Wladimir Jurowski, Leo Hussain, Giedrė Šlekytė, Keri-Lynn Wilson, Antonello Manacorda, Patrick Lange, Dalia Stasevska und Henrik Nánási.

## Auszeichnungen
- 2018: Equinor-Stipendium für klassische Musik[12]

## Repertoire (Auswahl)
- Hans Abrahamsen: The Snow Queen, Prinzessin
- Thomas Adès: The Exterminating Angel, Leticia
- Thomas Adès: The Tempest, Ariel
- Walter Braunfels: Die Vögel, Nachtigall
- Brett Dean: Hamlet, Ophelia
- Gaetano Donizetti: Lucia di Lammermoor, Lucia
- Engelbert Humperdinck: Hänsel und Gretel, Gretel
- Jules Massenet: Cendrillon, La Fée
- Wolfgang Amadeus Mozart: Don Giovanni, Zerlina
- Wolfgang Amadeus Mozart: Die Entführung aus dem Serail, Blonde
- Wolfgang Amadeus Mozart: Die Zauberflöte, Königin der Nacht
- Jacques Offenbach: Hoffmanns Erzählungen, Olympia
- Gioachino Rossini: Il barbiere di Siviglia, Berta
- Giuseppe Scarlatti: Dove è amore è gelosia, Vespetta
- Richard Strauss: Ariadne auf Naxos, Zerbinetta
- Giuseppe Verdi: Rigoletto, Gilda
- Giuseppe Verdi: Un ballo in maschera, Oscar